# Моркоу Железобетонссон
Моркоу Железобетонссон (англ. Carrot Ironfoundersson) — персонаж Терри Пратчетта из цикла «Плоский Мир».
Гном могучего телосложения, приехавший в Анк-Моркпорк в поисках славы. Его принадлежность к гномам вызывает у Ваймса постоянные сомнения, однако, даже сами гномы соглашаются с тем что Моркоу — один из них. Дослужился до звания капитана Городской стражи. Обладает невероятной харизмой и поэтому, вероятно, является самым популярным обитателем Анк-Морпорка. Ходят неистребимые, но не подтверждённые Моркоу слухи о том, что он является законным наследником престола Анк-Морпорка. Состоит в романтических отношениях со своею коллегой по службе — сержантом Ангвой фон Убервальд.
На гномьем языке Моркоу зовут Кзад-Бхат, что переводится примерно как Тот-Кто-Всё-Время-Бьётся-Головой-О-Потолок/Головостук.
Является по происхождению «типичным» фэнтези-королём (уместна аналогия с Арагорном), но это король, «человек, который всем распоряжается», занимающий скромную должность капитана городской стражи.
Фамилия героя обыгрывает скандинавские фамилии — очень длинные для английского слуха и зачастую малопонятные и/или смешные (хотя английский язык принадлежит к той же германской языковой семье, что и норвежский, шведский, датский и пр.). (Скандинавские имена и фамилии известны образованным англичанам из исторических хроник и саг, где действие происходит по всему германскому миру, в том числе на Британских островах). Пратчетт обыгрывает такие фамилии, делая одну из как бы таковых понятной для англоговорящих: Ironfoundersson буквально — «сын литейщика» (англ. iron founder’s son). Комический эффект достигается здесь сопряжением исторического скандинавского мира и мифологии в плане гномов и этимологизацией (прояснением внутренней формы) фамилии в сочетании с её типично национальным звучанием (ср. в других романах «Плоского мира» этимологизацию «китайских» имен).

## Предыстория
Маленький Моркоу был найден гномами в лесу ползающим возле тел своих родителей, убитых бандитами. Неподалёку, в обломках кареты, гномы нашли также меч и кольцо, похожее на то, которым когда-то владели Анкские короли.
Мальчик вырос в высокого (6 футов и 9 дюймов — 206 см), широкоплечего, атлетически сложенного молодого человека с открытым лицом и чистой розовой кожей. Как выяснилось позднее, ударом кулака он может уложить даже тролля. Имя Моркоу он получил не столько из-за своих рыжих волос, которые его отчим стриг очень коротко, ссылаясь на богиню со странным именем «Гиена-Ги», сколько из-за формы тела. К такому телосложению приводят здоровый образ жизни, чистый горный воздух и отличное питание. Когда Моркоу исполнилось семнадцать лет, приемные родители, озабоченные его быстрым ростом и не менее быстрым созреванием (гномы обычно достигают полового созревания годам к пятидесяти пяти), решили, что пришла пора рассказать сыну правду. Моркоу воспринял новости в характерной для него невозмутимой манере и заявил, что он готов исполнить волю родителей. Они снабдили его письмом к правителю города, и Моркоу отправился в Анк-Морпорк, чтобы вступить в Ночную Стражу, то самое место, где из него должны были сделать человека.

## Стража
Вступление Моркоу в Ночную Стражу было несомненно поворотным пунктом в истории этой организации. Если до появления Моркоу в книге «Стража! Стража!» Ночная Стража была на пути к полному разложению и забвению, то вскоре после этого события Стража стала стремительно возвращать себе утерянные позиции.
В первый же день работы в Страже Моркоу, находясь в чине младшего констебля, арестовал главу Гильдии Воров по обвинению в воровстве. Более умудрённые опытом коллеги Моркоу, испугавшись, что следующим шагом может стать арест главы Гильдии Убийц (за убийство), в максимально сжатые сроки открыли ему глаза на правила игры в Анк-Морпорке. В противоположность ожидаемому, сделанные открытия не привели ни к коррумпированию Моркоу, ни к потере энтузиазма. В дальнейшем Моркоу действовал строго по правилам, но каким-то непостижимым образом сумел напомнить городу, что понятие «власть закона» — это больше, чем куча гильдий, которые хозяйничают в городе как хотят.
Блестящие таланты Моркоу на поприще наведения порядка в городе не остались неоценёнными, и молодой стражник быстро поднялся до чина Капитана Стражи. Предполагалось, что Моркоу займет место Ваймса после женитьбы последнего на леди Сибилле Овнец и последующего ухода со службы, но Моркоу убедил патриция Витинари повысить Ваймса в чине и оставить его командиром Стражи. По словам Моркоу, он не хочет командовать Стражей потому, что люди стали бы соблюдать закон не ради закона, а из-за того, что «им нравится подчиняться капралу Моркоу».
Успешной карьере в Страже Капитану Моркоу несомненно способствует его неординарная физическая сила, доскональное знание города, включая мало кому известные проходы, аллеи и переулки, и уже упомянутая харизма, которая как магнитом притягивает к нему людей. Кроме того Моркоу помнит в лицо и по имени практически всех жителей Анк-Морпорка (это около двух миллионов жителей — цифра в миллион упоминается в романе «Ночная стража», где Ваймс, находясь в прошлом, сравнивает увеличившийся в два раза по населению город Настоящего с городом своей молодости).
В городе, после спасения от грабежа проститутки Рит он поселился в борделе в Тенях, самом криминальном районе Анк-Морпорка. Сам Моркоу по своей прямолинейности не понял предназначения борделя. Позже он поселился в новом Штабе Городской Стражи — одной из квартир Сибиллы Овнец.

## Характер
Основные черты характера Моркоу основаны на противоречии его человеческого происхождения с его гномьим воспитанием. Как уже было сказано, сам он считает себя гномом, и поспорить с этим трудно, поскольку в спецификации гнома не указан максимально дозволенный рост.
Моркоу прямолинеен, но далеко не прост. Он способен довести свою прямолинейность до логического заключения и тем самым перехитрить более хитрых и изворотливых оппонентов. Моркоу всегда беспрекословно подчиняется полученным приказам, но делает это настолько буквально, что последствия исполнения приказа могут сильно отличаться от задуманного начальством.
Моркоу обладает развитым отсутствием чувства юмора. Насмешки, ирония, сарказм и двусмысленности на него не действуют.
Моркоу в совершенстве владеет гномьим языком и традициями. Также он достаточно бегло умеет разговаривать на клатчском, научившись ему при сравнительно недолгом общении с продавцами клатчского плова («Патриот»).

## Моркоу и Ангва
Как правило, романтические отношения между людьми и оборотнями возможны, лишь пока оборотню удаётся скрывать свою сущность. Моркоу и Ангва сумели преодолеть этот барьер в основном благодаря линейному мышлению Моркоу, которое не дает эмоциям превалировать над разумом. Кроме того, поскольку он сам не является в собственных глазах человеком, для него очевидно, что глупо требовать от Ангвы большего. С другой стороны, Ангва удачно справляется с некоторыми сложностями характера Моркоу, как то: буквальное понимание сказанного и безусловное следование правилу «Личное — это не то же самое, что важное».
Учитывая эти факторы, можно считать Моркоу и Ангву исключительно удачной парой.
Уместно будет привести высказывание Короля Гербов, который много веков отслеживает генеалогию ведущих семейств Диска: «Главное, чтобы щенки были породистые».

## Вне Плоского мира
- Присутствует в одном из игровых моментов настольной игры «Плоский мир: Анк-Морпорк» (англ. Discworld: Ankh-Morpork)[7].